# Coupole décagonale gyroallongée
 (novembre 2024).
Pour les articles homonymes, voir Coupole (homonymie).
En géométrie, la coupole décagonale gyroallongée est un des solides de Johnson (J24). Comme son nom l'indique, il peut être construit en gyroallongeant une coupole décagonale (J5), c'est-à-dire en attachant un antiprisme décagonal à sa base. Il peut être vu comme une bicoupole décagonale gyroallongée (J46) dont on a enlevé une coupole décagonale.
Les 92 solides de Johnson ont été nommés et décrits par Norman Johnson en 1966.